# Níjnia Kutúzovka
Níjnia Kutúzovka (en (ucraïnès): Нижня Кутузовка, en rus: Нижняя Кутузовка, Níjniaia Kutúzovka) és un poble de la República Autònoma de Crimea a Ucraïna, que el 2014 tenia 976 habitants. Pertany al districte rural d'Aluixta.